# Колпакова (река)
Колпакова (в верховье Левая Колпакова) — река на полуострове Камчатка в России. Длина — 185 км. Площадь водосбора составляет 2730 км².
Река западного побережья Камчатки, берёт начало на Срединном хребте вблизи перевала Колпакова и впадает в Охотское море.
Названа в XVIII веке казаками по имени местного тойона Компака, которое впоследствии трансформировалось в нынешний вид.
В 1716—1717 годах в устье Колпаковой перезимовала команда судна «Восток», впервые среди русских путешественников прошедшая морем путь из Охотска на западный берег Камчатки.